# Vale Verde (Almeida)
Vale Verde is een plaats (freguesia) in de Portugese gemeente Almeida en telt 131 inwoners (2001).